# Coniopteryx squamifera
Coniopteryx squamifera är en insektsart som beskrevs av Meinander 1972. Coniopteryx squamifera ingår i släktet Coniopteryx och familjen vaxsländor. Inga underarter finns listade i Catalogue of Life.